# Віларіню-де-Агрошан
Віларіню-де-Агрошан (порт. Vilarinho de Agrochão; МФА: [vi.ɫɐ.ˈɾi.ɲu dɨ ɐ.gɾu.ˈʃɐ̃w]) — парафія в Португалії, у муніципалітеті Маседу-де-Кавалейруш. Розташована в північно-східній частині країни, на теренах історичної португальської провінції Трансмонтана. Входить до складу округу Браганса. За адміністративним поділом, чинним до 1976 року, терени парафії були складовою провінції Трансмонтана і Верхнє Дору. Належить до Брагансько-Мірандської діоцезії Католицької церкви. Патрон — святий Антоній. Площа — 13,8526 км². Населення — 235 ос. (2011). Слабо урбанізований регіон. Густота населення — 16,96 осіб/км²
. Код — 040536.

## Населення
| Кількість мешканців | Кількість мешканців | Кількість мешканців | Кількість мешканців | Кількість мешканців | Кількість мешканців | Кількість мешканців | Кількість мешканців | Кількість мешканців | Кількість мешканців | Кількість мешканців | Кількість мешканців | Кількість мешканців | Кількість мешканців | Кількість мешканців |
| ------------------- | ------------------- | ------------------- | ------------------- | ------------------- | ------------------- | ------------------- | ------------------- | ------------------- | ------------------- | ------------------- | ------------------- | ------------------- | ------------------- | ------------------- |
| 1864                | 1878                | 1890                | 1900                | 1911                | 1920                | 1930                | 1940                | 1950                | 1960                | 1970                | 1981                | 1991                | 2001                | 2011                |
| 352                 | 348                 | 338                 | 354                 | 390                 | 373                 | 357                 | 429                 | 449                 | 503                 | 431                 | 393                 | 336                 | 269                 | 235                 |